# کوهالی، جهلم
کوهالی (به انگلیسی: Kohali) یک منطقهٔ مسکونی در پاکستان است که در ناحیه جهلم واقع شده‌است. کوهالی ۱۶۶ متر بالاتر از سطح دریا واقع شده‌است.